# Chen Liangyu
Dans ce nom chinois, le nom de famille, Chen, précède le nom personnel.
Chen Liangyu (né en octobre 1946 à Ningbo,  près de Shanghai, province du Zhejiang) est un homme politique chinois, secrétaire du comité municipal du Parti communiste chinois de Shanghai et maire de cette ville du 26 février 2002 au 25 septembre 2006, date à laquelle il fut limogé à la suite d'un scandale de corruption.

## Études et formation
De 1963 à 1968, Chen Liangyu étudie au département d'architecture de l’École d’ingénierie logistique de l’Armée populaire de libération de Chine, et en sort avec un diplôme d'ingénieur, spécialisé dans les structures architecturales.
De janvier à septembre 1992, il effectue un séjour de neuf mois en Grande-Bretagne pour étudier à la faculté de science politique de l’Université de Birmingham.
De 1970 à 1983, il travaille comme ingénieur dans l’usine de machines Pengpu de Shanghai.

## Carrière politique

### L'ascension vers le pouvoir
En avril 1980, il adhère au Parti communiste chinois.
Il a été successivement, à partir de 1983, directeur adjoint de l’Usine de machines Pengpu de Shanghai, secrétaire adjoint du comité du Parti de la Société des machines métallurgiques et minières de Shanghai, secrétaire du comité du Parti de la Société des appareils électriques, directeur général adjoint puis directeur général du Bureau des cadres vétérans du comité du Parti de Shanghai.
À partir de 1987, il devient secrétaire adjoint du comité du Parti et chef de l’arrondissement de Huangpu, ainsi que chef adjoint du secrétariat du comité municipal du Parti de Shanghai.

### Le «Boss» de Shanghaï
D'octobre 1996 à décembre 2001, Chen Liangyu assume les postes de secrétaire adjoint du Comité du Parti et maire adjoint de Shanghai. Il a été nommé maire par intérim de Shanghai le 7 décembre 2001, et maire de Shanghai le 26 février 2002. 
Il est devenu Secrétaire du parti de la Municipalité autonome en octobre 2002, à la place de Huang Ju. Ce poste particulièrement important va habituellement de pair avec un siège au Bureau politique du parti. C’est le cas pour Chen Liangyu depuis le XVIe Congrès du Parti communiste chinois. Auparavant, il avait été nomme membre suppléant du comité central à l'issue du XVe Congrès du Parti. Il est membre du 16e Politburo. 
Le 5 août 2002, le nouveau maire de Shanghai a déclaré qu'on devait fixer des objectifs graduels pour que dans les trois années à venir Shanghai devienne le centre du marché financier intérieur, des circulations des capitaux et de gestion de fonds, et l'un des centres financiers internationaux les plus importants pour une durée de dix à vingt ans. Les finances devront donc jouer un rôle central dans le développement économique et le fonctionnement de la ville, qui pourra accueillir des organismes financiers chinois et étrangers et des intermédiaires financiers. 
Il a indiqué par ailleurs que Shanghai accélérerait prochainement la construction d'un espace financier de haute qualité, élargirait le marché financier, créerait de nouveaux systèmes d'administration financière pour attirer vers elle de talentueux financiers, qui contribueront à son développement économique.
Les 4 et 5 décembre 2003, Chen Liangyu s'est rendu à Lyon (France) pour participer au « Sommet mondial des villes et des pouvoirs locaux sur la société de l'information ».
Il est membre du 17e Politburo.

## La chute
Le 25 septembre 2006, il est limogé à la suite d'un scandale de corruption. Le scandale concernait la gestion du fonds de pension de la ville, qui aurait conduit à un détournement de fonds publics pour un montant de 3,2 milliards de yuans (400 millions de dollars). L'enquête s'est transformée en « opération mains propres », avec la mise en cause du secrétaire général adjoint du comité municipal Sun Luyi quatre jours plus tard. Le chef de la police locale Wu Zhiming pourrait également être impliqué.
Le 26 mars 2008, au cours d'un procès expéditif, il a été reconnu coupable de deux des nombreux chefs d'accusation portés contre lui, et condamné à 18 ans de prison par un tribunal de Tianjin. Cette mise à l'écart a permis à Hu Jintao de réduire l'emprise de la clique de Shanghai.

## Analyse
Marie-Claire Bergère considère que la lutte contre la corruption fait partie de l'arsenal des luttes entre les factions du parti communiste. Ainsi l'affaire de Chen Liangyu correspond à la période de lutte d'influence entre Jiang Zemin et son successeur Hu Jintao.